# さいたま市立与野西中学校
さいたま市立与野西中学校（さいたましりつ よのにしちゅうがっこう）は、埼玉県さいたま市中央区にある公立中学校。

## 沿革
- 1954年（昭和29年）4月1日 - 与野町立与野中学校分校として与野町立本町小学校に設置。

- 1955年（昭和30年）4月1日 - 与野中学校分校を分離して、与野町立与野西中学校を開校。
- 1956年（昭和31年）11月10日 - 現在地（与野市鈴谷295）に、新校舎落成と共に移転。
- 1958年（昭和33年）7月15日 - 与野町の市制施行により、校名を与野市立与野西中学校と改称。
- 2001年（平成13年）5月1日 - さいたま市設置に伴い、校名をさいたま市立与野西中学校に改称。

## 主な出身者

### 芸術・文化・芸能
- 青木裕子（フリーアナウンサー）
- 西尾佳（長野放送アナウンサー）
- 綿貫竜之介（声優）

### スポーツ
- 広瀬治（サッカー指導者）
- 川島永嗣（プロサッカー選手：ジュビロ磐田）※元日本代表
- 高瀬優孝（プロサッカー選手：ブラウブリッツ秋田）
- 角田涼太朗（プロサッカー選手：KVコルトレイク）
- 細沼綾（バレーボール選手：KUROBEアクアフェアリーズ）

## アクセス
- JR埼京線与野本町駅から徒歩7分。